# Sophoradin
Sophoradin ist eine chemische Verbindung aus der Stoffgruppe der Chalkone.

## Vorkommen
Sophoradin kommt natürlich in Sophora subprostrata Chun & T. Chen vor, einer Pflanze, deren Wurzel in der traditionellen chinesischen Medizin verwendet wird. Die Verbindung hat antiulzerative Eigenschaften.

## Gewinnung und Darstellung
Sophoradin kann durch Claisen-Schmidt-Kondensation und anschließende Demethoxymethylierung gewonnen werden. Es sind auch andere Synthesen bekannt.

## Verwandte Verbindungen
Ein synthetisches Analogon von Sophoradin ist Sofalcon, das im Tierversuch magenschützende Eigenschaften zeigte, indem es die Heilung von Magengeschwüren förderte und ihre Bildung unterdrückte.

## Externe Links zu erwähnten Verbindungen
1. ↑  Externe Identifikatoren von bzw. Datenbank-Links zu Sofalcon:  CAS-Nr.: 64506-49-6, PubChem: 5282219, ChemSpider: 4445402, DrugBank: DBDB05197, Wikidata: Q15410187.